# Paul Nelson
Paul Nelson (Chicago, 1895 – Marseille, 1979) was een Amerikaans-Frans architect en stedebouwkundige.

## Biografie
Paul Nelson werd geboren in een van oorsprong Iers gezin in Chicago. Zijn ouders hadden een decoratiebedrijf. In 1901 openden ze ook een winkel in New York. Het bedrijf ontving veel opdrachten voor het decoreren van openbare gebouwen.
Na zijn opleiding aan de Catholic Newman School in Hackensack(Minnesota) ging hij in 1913 naar Princeton Princeton-universiteit om Literatuurwetenschappen te studeren. Hij studeerde af in 1917 en was van plan architectuur te gaan studeren, maar de Eerste Wereldoorlog veranderde deze plannen. Hij trad als vrijwilliger toe tot het Frans-Amerikaanse Lafayette Escadrille en was aan het einde van de Eerste Wereldoorlog betrokken bij luchtgevechten in de omgeving van Argonne en Verdun. In 1919 keerde hij terug naar de Verenigde Staten en ging aan het werk bij een bank in New York. Kort daarna nam hij het decoratiebedrijf van zijn ouders over.
In 1920 ging hij terug naar Frankrijk om architectuur te gaan studeren aan de École Nationale Supérieure des Beaux Arts in Parijs. In dat jaar trouwde hij met Francine Le Cœur de dochter  van François Le Cœur, die als architect doceerde aan de École Spéciale d’Architecture. Het huwelijk werd voltrokken in Varengeville-sur-Mer. Het huwelijk opende voor Nelson de deuren tot de avantgardistische kringen in Parijs, maar gaf hem ook bestaanszekerheid, want Francine Le Cœeur werkte in het familiebedrijf ‘Le Cœur et Compagnie’.
In 1920 begon Nelson zijn studies in de architectuur aan de École des Beaux Arts. Om zijn tekenvaardigheid te verbeteren, ging hij naar de Académie Ranson, waar hij les kreeg van Roger Bissière. Hij ontmoette er Georges Braque en Le Corbusier. Le Corbusier wees hem op het atelier van Auguste Perret als een interessante plaats om kennis te nemen van moderne ontwikkelingen in de bouwkunde. Auguste Perret experimenteerde met nieuwe bouwmaterialen zoals gewapend beton. Nelson verliet daarom het atelier van Emmanuel Pontremolli en zette zijn studies voort in het atelier van Perret (ook wel het Palais de Bois atelier genoemd). Perret had veel aandacht voor de praktische uitvoerbaarheid van projecten met gewapend beton. Nelson voltooide zijn studies in 1927. Zijn afstudeerproject was een ontwerp voor een homeopathisch centrum, waarin de toepassingsmogelijkheden van gewapend beton zichtbaar werden gemaakt.
Na zijn afstuderen ging hij wonen in Varengeville-sur-Mer en in 1928 opende hij een eigen studio in Parijs. Paul en Francine Nelson hadden veel contacten met kunstenaars als Alexander Calder, Georges Braque, Jean Hélion, Joan Miró en Alberto Giacometti. Voor Georges Braque ontwierp hij in 1931 een atelier in Varengeville-sur-Mer en met Fernand Léger werkte hij tussen 1946 en 1956 intensief samen bij het ontwerp en de bouw van het Hôpital Mémorial France-États-Unie in Saint-Lô.
Tijdens de Tweede Wereldoorlog verbleef Nelson in de Verenigde Staten waar hij onder andere werkte als voorzitter van de ‘France for ever’ beweging ter ondersteuning van de bevrijding van Frankrijk. Hij was betrokken bij woningbouwprojecten en hij was technisch adviseur voor de federale Public Housing Authority (FPHA). In 1945 werd hij technisch adviseur bij het Franse Ministerie voor Wederopbouw en Stedenbouw (MRU).
Zijn vrouw overleed in 1951. In 1952 huwde hij Maddalena Giannattasio, dochter van de Italiaanse futuristische schilder Ugo Giannattasio. Gino Severini, de grondlegger van het futurisme, had haar geadviseerd Nelson te raadplegen voor de inrichting van haar Parijse appartement. In de jaren na 1960 had Maddalena (Madd) Nelson een atelier in Varengeville-sur-Mer. Toen Nelson tussen 1967 en 1977 aan de École Marseille-Luminy doceerde, bouwden ze samen een huis met atelier in Trets.  In 1973 werd Nelson Frans staatsburger. Op 81-jarige leeftijd ging Nelson met emeritaat. Hij overleed in 1979. Hij werd begraven in Varengeville-sur-Mer.

## Projecten en bouwwerken
Maison Alden BrooksEen van de eerste projecten die Nelson kreeg was het ontwerpen van een woning voor de Amerikaanse schrijver Alden Brooks. De bouw vond plaats tussen 1928 en 1930. De woning staat aan de Boulevard Arago In Parijs. In de bouwconstructie zijn de invloeden van Nelsons leermeester Auguste Perret goed herkenbaar. Voor de dragende delen is gebruik gemaakt van gewapend beton. Het huis is voorzien van een garage. Daar monteerde Alexander Calder in 1936 zijn ‘Fontaine de Mercure’ voor het Spaanse Paviljoen van de Internationale Tentoonstelling in 1937 in Parijs.
Decor voor de film What a Widow!In 1930 ontwierp Nelson een zaal voor een privé-bioscoop voor het huis van Joe Kennedy die onder andere actief was in de wereld van de cinema. Dit project werd overigens nooit geconcretiseerd, maar via Joe Kennedy kwam Nelson in contact met Gloria Swanson. Zij benoemde hem tot art director voor de film What a Widow! Voor dit project dat uitgevoerd werd tussen 1929 en 1930 ontwierp Nelson decorstukken, waarbij hij kon experimenteren met lichtval, flexibele geluidsschermen en staalconstructies.
Cité hospitalière de LilleOmdat de ziekenhuizen in Lille verspreid over de stad lagen, kreeg Nelson de kans een ziekenhuiscomplex te ontwerpen op een terrein ten oosten van Lille. In dit ontwerp integreerde Nelson drie voor een ziekenhuis essentiële functies: medische opleiding, praktijkopleiding en patiëntenzorg, wat nieuw was voor die tijd in Frankrijk. In feite ontwierp hij een kleine stadswijk. Hij werkte aan dit project tussen 1932 en 1933. Een opvallend element in het ontwerp was de toepassing van het principe van zonering. De operatiekamers werden door steriele zones gescheiden van de verpleegafdelingen. Nelson publiceerde de gedetailleerde plannen in 1933 in het tijdschrift ‘Cahiers d’Art’ maar de uitvoering van het project werd hem niet gegund omdat hij geen Frans staatsburger was.
Chirurgisch paviljoen in IsmailiaVoor de ‘Compagnie Universelle du Canal Maritime de Suez’ ontwierp Nelson in de periode 1933-1935 voor het bestaande ziekenhuis een paviljoen met een aantal operatiekamers. Het ziekenhuis kampte in de hete zomermaanden met post-operatieve infecties, zodat vermogende patiënten naar ziekenhuizen in Engeland, Frankrijk en Griekenland moesten worden gestuurd. De minder vermogende lokale werknemers bleven met risico op infectie in het ziekenhuis. De geografische omstandigheden (hitte, zandstormen) stelden specifieke eisen aan het gebouw. In het ontwerp voorzag Nelson het gebouw van een parasoldak en de gevels kregen jaloezieën. De operatiekamers kregen een ovalen vorm om het steriel houden te vergemakkelijken. De directie van de Compagnie Universelle du Canal Maritime de Suez verwierp het voorstel van Nelson in 1935. Het gebouw werd zonder de innovatieve elementen van Nelson door de architect van de Compagnie gerealiseerd. Nelson publiceerde zijn ontwerp in 1935 in Cahiers d’Art. De begeleidende tekst werd verzorgd door Jean Hélion en de foto’s van de maquette werden gemaakt door Man Ray.
La Maison suspendueTussen 1935 en 1939 werkte Nelson aan het onderzoeksproject ‘La Maison suspendue’, waarbij hij ook Joan Miró, Jean Arp en Fernand Léger betrok. Met dit project verkende Nelson de mogelijkheden van het wonen in een tijdperk met ingrijpende technologische vernieuwingen. Hij constateerde dat er sinds de Romeinse tijd niet veel was veranderd in de basisprincipes voor de bouw van een woonhuis, terwijl er sinds 1900 tal van innovaties waren op het gebied van bouwmaterialen (staal, gewapend beton) en bouwprocessen (prefabrikaten en modulaire bouw). Daarbij zocht Nelson ook naar manieren om de beeldende kunst te integreren in de architectuur. Volgens Nelson en zijn vriend Fernand Léger zou beeldende kunst de functionaliteit van de elementen binnen en buiten een gebouw kunnen versterken. Het resultaat was een ontwerp (inclusief maquette) voor het ‘hangende huis’. De verschillende functionele eenheden (slaapkamer, badkamer etc), die geprefabriceerd konden worden, werden opgehangen binnen een staalgeraamte en met elkaar verbonden door een spiraalvormige trap. De maquette werd in 1938 in Paris geëxposeerd bij Galerie Pierre Loeb. Wassily Kandinsky vond het de synthese waarnaar kunstenaars op zoek waren, maar Pablo Picasso vond dat het leek op een muizenval. In het najaar van 1938 werd de maquette geëxposeerd in Galerie Pierre Matisse in New York. De Amerikaanse pers had veel aandacht voor de constructie, de mogelijkheden voor prefabricage en de integratie van kunst en architectuur. Voor de Wereldtentoonstelling van 1939 in New York werd een tweede maquette gemaakt, die qua materiaalkeuze en kunstwerken wat afweek van de eerste, die tijdens het zeetransport beschadigd was geraakt. Voor de tweede maquette werkte Nelson samen met Joan Miró, Fernand Léger en Alexander Calder. Nadat de eerste maquette nog in 1939 te zien geweest was op de Golden Gate International Exposition in San Francisco, verdween het na afloop tijdens het transport naar New York. De tweede maquette werd verworven door het Museum of Modern Art in New York. Nelson deed in 1959 pogingen om een prototype van ‘La Maison suspendue’ te laten bouwen in de tuin van het MoMA, maar het bleef bij een plan. In 1973 deed Nelson als docent aan de École Marseille-Luminy nog een poging, maar er bleek geen belangstelling bij de directie van de academie.
Hôpital Mémorial France-États-Unies Saint-LôDoor de bombardementen bij de geallieerde landingen in 1944 in Normandië was Saint-Lô vrijwel geheel verwoest. Bij de herbouw van de stad met Amerikaanse middelen moest ook een ziekenhuis worden gebouwd. Nelson kreeg de leiding van de omvangrijke project waaraan ongeveer 10 jaar werd gewerkt (1946-1956). Nelson realiseerde hier veel van zijn ervaringen met ziekenhuisbouw uit de periode voor de Tweede Wereldoorlog (steriele zones, ovalen operatiekamers). Fernand Léger werd ook bij de bouw betrokken met zijn ideeën van een ‘polychroom ziekenhuis’ waar kleur een therapeutische functie kreeg. Léger ontwierp ook het monumentale mozaïek bij de ingang. Het symboliseerde de samenwerking tussen de Verenigde Staten en Frankrijk bij de bevrijding van Saint-Lô.
Museum Fernand Légerin 1955 overleed Fernand Léger. Nadia, zijn vrouw, verzocht Nelson een museum te ontwerpen voor het werk van haar man. Het zou gebouwd moeten worden in Biot. Léger had kort voor zijn overlijden een stuk land gekocht bij Biot (de Mas Saint-André) om ruimte hebben voor zijn grote ceramische werken. Nelson maakte eerst een ontwerp voor een locatie dichter bij het stadje. Hij stelde voor een verbinding te maken tussen een bestaande parkeerplaats aan de voet van de heuvel waarop Biot was  gebouwd en het stadje zelf. In die opzet zou Biot met zijn dichte bebouwing een ruimer stadscentrum kunnen krijgen. Het verwerven van de benodigde grond lag echter gevoelig en Nadia Léger wilde niet 2-3 jaar wachten. Dus kwam er een tweede ontwerp, nu voor het terrein rond de Mas Saint-André. Ook dit ontwerp stuitte op problemen en Nelson trok zich terug. Het Nationaal Museum Fernand Léger werd daarna gebouwd door Andrei Svetchine. In dezelfde periode ontwierp Nelson een huis met atelier voor Nadia Léger in Gif-sur-Yvette. Ook dit project werd niet gerealiseerd.
Medisch complex in ArlesNelson bouwde dit complex met de architecten André Romondet en Pierre Devinoy tussen 1965 en 1974. Het was zijn laatste grote project. Nelson wilde in de bouw nadrukkelijk tot uitdrukking brengen dat de patiënt centraal moest staan, niet alleen in de zorg maar ook in de voorzorg. Hij streefde naar ‘un véritable centre de protection de malade’. Op de begane grond werd een zonering aangebracht tussen de curatieve en de preventieve (publieks)ruimten. De begane grond was voor de ‘gezonde’ mens. Er kwam een auditorium, expositie- en demonstratieruimten, administratieve functies en winkels. Dit werd gescheiden van de diagnostische ruimten en de behandelkamers. Op de verdiepingen werden de verpleegruimtes geplaatst. Ook voor dit ziekenhuis ontwierp Nelson de ovalen operatiekamers en intensieve zorgafdelingen. Voor het geheel pasten de architecten het principe van de ‘enveloppe parasolaire’ toe, waarmee Nelson in het Ismailia project had geëxperimenteerd. De gevels werden voorzien van zonwerende  lamellen.